# Коррозия
Корро́зия (от лат. corrosio — разъедание) — самопроизвольное разрушение металлов и сплавов в результате химического, электрохимического или физико-химического взаимодействия с окружающей средой. Разрушение по физическим причинам не является коррозией, а характеризуется понятиями «эрозия», «истирание», «износ».
Причиной коррозии служит термодинамическая неустойчивость конструкционных материалов к воздействию веществ, находящихся в контактирующей с ними среде.
Пример — кислородная коррозия железа в воде:
{\displaystyle {\rm {4Fe+6H_{2}O+3O_{2}\rightarrow 4Fe(OH)_{3}}}}
Гидроксид железа Fe(OH)3 и является тем, что называют ржавчиной.
В повседневной жизни для сплавов железа (сталей) чаще используют термин «ржавление» — коррозия железа и его сплавов с образованием продуктов коррозии, состоящих из гидратированных остатков железа.
На неметаллические материалы определение коррозии не распространяется. Применительно к полимерам существует понятие «старение», аналогичное термину «коррозия» для металлов. Например, старение резины из-за взаимодействия с кислородом воздуха или разрушение некоторых пластиков под воздействием атмосферных осадков, а также биологическая коррозия.
Скорость коррозии, как и всякой химической реакции, очень сильно зависит от температуры. Повышение температуры на 100 градусов может увеличить скорость коррозии на несколько порядков.

## Классификация видов коррозии
Коррозионные процессы отличаются широким распространением и разнообразием условий и сред, в которых они протекают. Поэтому пока нет единой и всеобъемлющей классификации встречающихся случаев коррозии.
По типу агрессивных сред, в которых протекает процесс разрушения, коррозия может быть следующих видов:
- газовая коррозия;
- атмосферная коррозия;
- коррозия в неэлектролитах;
- коррозия в электролитах;
- подземная коррозия;
- биокоррозия;
- коррозия под воздействием блуждающих токов.

По условиям протекания коррозионного процесса различаются следующие виды:
- контактная коррозия;
- щелевая коррозия;
- коррозия при неполном погружении;
- коррозия при полном погружении;
- коррозия при переменном погружении;
- коррозия при трении;
- межкристаллитная коррозия;
- коррозия под напряжением.

По характеру разрушения:
- сплошная коррозия, охватывающая всю поверхность:
  - равномерная;
  - неравномерная;
  - избирательная;
- локальная (местная) коррозия, охватывающая отдельные участки:
  - пятнами;
  - язвенная;
  - точечная;
  - сквозная;
  - межкристаллитная (расслаивающая в деформированных заготовках и ножевая в сварных соединениях).

Главная классификация производится по механизму протекания процесса. Различают два вида:
- химическую коррозию;
- электрохимическую коррозию.

## Коррозия неметаллических материалов
По мере ужесточения условий эксплуатации (повышение температуры, механических напряжений, агрессивности среды и др.) и неметаллические материалы подвержены действию среды. В связи с чем термин «коррозия» стал применяться и по отношению к этим материалам, например «коррозия бетонов и железобетонов», «коррозия пластмасс и резин». При этом имеется в виду их разрушение и потеря эксплуатационных свойств в результате химического или физико-химического взаимодействия с окружающей средой. Но следует учитывать, что механизмы и кинетика процессов для неметаллов и металлов будут разными.

## Коррозия металлов
Коррозия металлов — разрушение металлов вследствие химического или электрохимического взаимодействия их с коррозионной средой. Для процесса коррозии следует применять термин «коррозионный процесс», а для результата процесса — «коррозионное разрушение».
Под коррозией понимают происходящее на поверхности электрохимическое или химическое разрушение металлического материала. Наиболее часто при коррозии металл окисляется с образованием ионов металла, которые при дальнейших превращениях дают различные продукты коррозии. Коррозия может быть вызвана как химическим, так и электрохимическим процессом. Соответственно, различают химическую и электрохимическую коррозию металлов.

### Типы коррозии
Различают 4 основных вида коррозии: электрохимическая коррозия, водородная, кислородная коррозия и химическая.

#### Электрохимическая коррозия
Разрушение металла под воздействием возникающих в коррозионной среде гальванических элементов называют электрохимической коррозией. При электрохимической коррозии всегда требуется наличие электролита (Конденсат, дождевая вода и т. д.), с которым соприкасаются электроды — либо различные элементы структуры материала, либо два различных соприкасающихся материала с различающимися окислительно-восстановительными потенциалами. Если в воде растворены ионы солей, кислот, или т. п., электропроводность её повышается, и скорость процесса увеличивается.
При соприкосновении двух металлов с различными окислительно-восстановительными потенциалами и погружении их в раствор электролита, например, дождевой воды с растворенным углекислым газом CO2, образуется гальванический элемент, так называемый коррозионный элемент. Он представляет собой не что иное, как замкнутую гальваническую ячейку. В ней происходит медленное растворение металлического материала с более низким окислительно-восстановительным потенциалом; второй электрод в паре, как правило, не корродирует. Этот вид коррозии особо присущ металлам с высокими отрицательными потенциалами. Так, совсем небольшого количества примеси на поверхности металла с большим редокс-потенциалом уже достаточно для возникновения коррозионного элемента. Особо подвержены риску места соприкосновения металлов с различными потенциалами, например, сварочные швы или заклёпки.
Если растворяющийся электрод коррозионно-стоек, процесс коррозии замедляется. На этом основана, например, защита железных изделий от коррозии путём оцинковки — цинк имеет более отрицательный потенциал, чем железо, поэтому в такой паре железо восстанавливается, а цинк должен корродировать. Однако в связи с образованием на поверхности цинка оксидной плёнки процесс коррозии сильно замедляется.
Примером крупномасштабной электрохимической коррозии может служить происшествие, случившееся в декабре 1967 года с норвежским рудовозом «Анатина» (англ. Anatina), следовавшим из Кипра в Осаку. Налетевший в Тихом океане тайфун привёл к попаданию в трюмы солёной воды и образованию большой гальванической пары: медного концентрата со стальным корпусом судна, который вскоре размягчился, и судно подало сигнал бедствия. Экипаж был спасён подоспевшим немецким судном, а сама «Анатина» еле-еле добралась до порта.
Водородная и кислородная коррозия
Если происходит восстановление ионов H3O+ или молекул воды H2O, говорят о водородной коррозии или коррозии с водородной деполяризацией. Восстановление ионов происходит по следующей схеме:
{\displaystyle {\rm {2H_{3}O^{+}+2{\bar {e}}\rightarrow 2H_{2}O+H_{2}}}}
или
{\displaystyle {\rm {2H_{2}O+2{\bar {e}}\rightarrow 2OH^{-}+H_{2}}}}
Если водород не выделяется, что часто происходит в нейтральной или сильно щелочной среде, происходит восстановление кислорода и здесь говорят о кислородной коррозии или коррозии с кислородной деполяризацией:
{\displaystyle {\rm {O_{2}+2H_{2}O+4{\bar {e}}\rightarrow 4OH^{-}}}}
Коррозионный элемент может образовываться не только при соприкосновении двух различных металлов. Коррозионный элемент образуется и в случае одного металла, если, например, структура его поверхности неоднородна (например, межкристаллитная коррозия).

#### Химическая коррозия
Химическая коррозия — взаимодействие поверхности металла с коррозионно-активной средой, не сопровождающееся возникновением электрохимических процессов на границе фаз. В этом случае взаимодействия окисления металла и восстановление окислительного компонента коррозионной среды протекают в одном акте. Например, образование окалины при взаимодействии материалов на основе железа при высокой температуре с кислородом:
{\displaystyle {\rm {4Fe+3O_{2}\rightarrow 2Fe_{2}O_{3}}}}

### Виды коррозии
- Послойная коррозия
- Нитевидная коррозия
- Структурная коррозия
- Межкристаллитная коррозия
- Избирательная коррозия
- Графитизация чугуна
- Обесцинкование
- Щелевая коррозия
- Ножевая коррозия
- Коррозионная язва
- Коррозионное растрескивание
- Коррозия под напряжением
- Коррозионная усталость
- Предел коррозионной усталости
- Коррозионная хрупкость

## Борьба с коррозией
Коррозия приводит ежегодно к миллиардным убыткам, и решение этой проблемы является важной задачей. Основной ущерб, причиняемый коррозией, заключается не в потере металла как такового, а в огромной стоимости изделий, разрушаемых коррозией. Вот почему ежегодные потери от неё в промышленно развитых странах столь велики. Истинные убытки от неё нельзя определить, оценив только прямые потери, к которым относятся стоимость разрушившейся конструкции, стоимость замены оборудования, затраты на мероприятия по защите от коррозии. Ещё больший ущерб составляют косвенные потери. Это простои оборудования при замене прокорродировавших деталей и узлов, утечка продуктов, нарушение технологических процессов.
Идеальная защита от коррозии на 80 % обеспечивается правильной подготовкой поверхности, и только на 20 % качеством используемых лакокрасочных материалов и способом их нанесения. Одним из наиболее производительных и эффективных методов подготовки поверхности перед дальнейшей защитой субстрата является пескоструйная обработка.
Обычно выделяют три направления методов защиты от коррозии:
1. Конструкционный
2. Активный
3. Пассивный

Для предотвращения коррозии в качестве конструкционных материалов применяют нержавеющие стали, кортеновские стали, цветные металлы.
При добавлении небольшого количества хрома в сталь на поверхности металла образуется оксидная плёнка. Содержание хрома в нержавеющей стали — более 12 процентов.
При проектировании конструкции стараются максимально изолировать от попадания коррозионной среды, применяя клеи, герметики, резиновые прокладки.
Активные методы борьбы с коррозией направлены на изменение структуры двойного электрического слоя. Применяется наложение постоянного электрического поля с помощью источника постоянного тока, напряжение выбирается с целью повышения электродного потенциала защищаемого металла. Другой метод — использование жертвенного анода, более активного материала, который будет разрушаться, предохраняя защищаемое изделие.
 Красочное покрытие, полимерное покрытие и эмалирование должны, прежде всего, предотвратить доступ кислорода и влаги. Часто также применяется покрытие, например, стали другими металлами, такими как цинк, олово, хром, никель. Цинковое покрытие защищает сталь даже когда покрытие частично разрушено. Цинк имеет более отрицательный потенциал и корродирует первым. Ионы Zn2+ токсичны. При изготовлении консервных банок применяют жесть, покрытую слоем олова. В отличие от оцинкованной жести, железо при разрушении слоя олова начинает корродировать, притом усиленно, так как олово имеет более положительный потенциал. Другая возможность защитить металл от коррозии — применение защитного электрода с большим отрицательным потенциалом, например, из цинка или магния. Для этого специально создаётся коррозионный элемент. Защищаемый металл выступает в роли катода, и этот вид защиты называют катодной защитой. Растворяемый электрод, называют, соответственно, анодом протекторной защиты. Этот метод применяют для защиты от коррозии морских судов, мостов, котельных установок, расположенных под землёй труб. Для защиты корпуса судна на наружную сторону корпуса крепят цинковые пластинки.
Если сравнить потенциалы цинка и магния с железом, они имеют более отрицательные потенциалы. Но тем не менее корродируют они медленнее вследствие образования на поверхности защитной оксидной плёнки, которая защищает металл от дальнейшей коррозии. Образование такой плёнки называют пассивацией металла. У алюминия её усиливают анодным окислением (анодирование).

#### Газотермическое напыление
Для борьбы с коррозией используют также методы газотермического напыления. С помощью газотермического напыления на поверхности металла создается слой из другого металла/сплава, обладающий более высокой стойкостью к коррозии (изолирующий) или наоборот менее стойкий (протекторный). Такой слой позволяет остановить коррозию защищаемого металла. Суть метода такова: газовой струёй на поверхность изделия на огромной скорости наносят частицы металлической смеси, например цинк, в результате чего образуется защитный слой толщиной от десятков до сотен микрон. Газотермическое напыление также применяется для продления жизни изношенных узлов оборудования: от восстановления рулевой рейки в автосервисе до агрегатов нефтедобывающих компаний.

#### Термодиффузионное цинковое покрытие
Для эксплуатации металлоизделий в агрессивных средах необходима более стойкая антикоррозионная защита поверхности металлоизделий. Термодиффузионное цинковое покрытие является анодным по отношению к чёрным металлам и электрохимически защищает сталь от коррозии. Оно обладает прочным сцеплением (адгезией) с основным металлом за счет взаимной диффузии железа и цинка в поверхностных интерметаллидных фазах, поэтому не происходит отслаивания и скалывания покрытий при ударах, механических нагрузках и деформациях обработанных изделий.
Диффузионное цинкование, осуществляемое из паровой или газовой фазы при высоких температурах (375—850 °C), или с использованием разрежения (вакуума) — при температуре от 250 °C, применяется для покрытия крепёжных изделий, труб, деталей арматуры и др. конструкций. Значительно повышает стойкость стальных, чугунных изделий в средах, содержащих сероводород (в том числе против сероводородного коррозионного растрескивания), промышленной атмосфере, морской воде и др. Толщина диффузионного слоя зависит от температуры, времени, способа цинкования и может составлять 0,01—1,5 мм. Современный процесс диффузионного цинкования позволяет образовывать покрытие на резьбовых поверхностях крепёжных изделий, без затруднения их последующего свинчивания. Микротвёрдость слоя покрытия Hμ = 4000 — 5000 МПа. Диффузионное цинковое покрытие также значительно повышает жаростойкость стальных и чугунных изделий при температуре до 700 °C. Возможно получение легированных диффузионных цинковых покрытий, применяемое для повышения их служебных характеристик.

### Кадмирование
Кадмирование — покрытие стальных деталей кадмием производится методами, аналогичными цинкованию, но даёт более сильную защиту, особенно в морской воде. Применяется значительно реже из-за значительной токсичности кадмия и его дороговизны. Также покрывают тонким слоем оксида меди, что предотвращает дальнейшее размножение коррозии.

### Хромирование
Хромирование — вид антикоррозионной защиты стальных деталей, заключающийся в покрытии их слоем хрома.

## Экономический ущерб от коррозии
Экономические потери от коррозии металлов огромны. В США по последним данным NACE, ущерб от коррозии и затраты на борьбу с ней составили 3,1 % от ВВП (276 млрд долларов). В Германии этот ущерб составил 2,8 % от ВВП. По оценкам специалистов различных стран эти потери в промышленно развитых странах составляют от 2 до 4 % валового национального продукта. При этом потери металла, включающие массу вышедших из строя металлических конструкций, изделий, оборудования, составляют от 10 до 20 % годового производства стали.
Ржавчина является одной из наиболее распространённых причин аварий мостов. Так как ржавчина имеет гораздо больший объём, чем исходная масса железа, её наращивание может привести к неравномерному прилеганию друг к другу конструкционных деталей. Это стало причиной разрушения моста через реку Мианус в 1983 году, когда подшипники кронштейна моста проржавели внутри. Три водителя погибли при падении в реку. Исследования показали, что сток дороги был перекрыт и не был почищен, а сточные воды проникли в опоры моста. Согласно исследованию Национального совета по безопасности на транспорте, разрушение моста было вызвано механической поломкой наружного кронштейна, удерживающего пролёт моста и его обоих штифтов. Ржавчина образовалась в подшипнике штифта. А так как её объём всегда гораздо больше, нежели исходная стальная деталь, это привело к неравномерному прилеганию друг к другу частей конструкции. В случае с мостом, ржавая масса отодвинула внутренний кронштейн от конца штифта, скрепляющего между собой наружный и внутренний кронштейны. (При этом возникло усилие, превышающее проектные пределы для зажимов, удерживающих штифты!) Из-за этого вся масса пролёта переместилась на внешний кронштейн. Эта дополнительная нагрузка на него вызвала усталостную трещину в штифте. Когда два тяжелых грузовика въехали в данную секцию моста, штифты окончательно вышли из строя, и пролёт моста упал в реку…
15 декабря 1967 года Серебряный мост, соединяющий Пойнт Плезант, штат Западная Виргиния, и Канауга, штат Огайо, неожиданно рухнул в реку Огайо. В момент обрушения 37 автомобилей двигались по мосту, и 31 из них упали вместе с мостом. Сорок шесть человек погибли, и девять серьёзно пострадали. Помимо человеческих жертв и травм, был разрушен основной транспортный путь между Западной Виргинией и Огайо. Причиной обрушения стала коррозия.
Мост Кинзу в Пенсильвании был разрушен в 2003 году от торнадо прежде всего потому, что центральные основные болты проржавели, существенно снизив его устойчивость.